# ドラジェン・ラディッチ
ドラジェン・ラディッチ（Dražen Ladić、1963年1月1日 - ）は、クロアチア (旧ユーゴスラビア)・チャコヴェツ出身の元同国代表サッカー選手、現サッカー指導者。現役時代のポジションはGK。2018年よりクロアチア代表のアシスタントコーチを務める。

## 経歴
クラブでは1984年にNKディナモ・ザグレブ加入、1984年から1986年までNKイスクラ・ブゴイノレンタル移籍、1986年にディナモ・ザグレブ復帰、引退する2000年までプレーした。
1990年にクロアチア代表としてデビューを果たした。1991年にはユーゴスラビア代表としても2試合のプレー経験がある。祖国の分裂後はクロアチア代表として、通算59試合に出場した。1998年のワールドカップフランス大会では7試合全てに出場、3位入賞に貢献した。

## 代表歴

### 出場大会
- ユーゴスラビア代表
- クロアチア代表
  - 1998 FIFAワールドカップ (3位)

### 試合数
- 国際Aマッチ 2試合 0得点（1991年、ユーゴスラビア）[2]
- 国際Aマッチ 59試合 0得点（1990年-2000年、クロアチア）[2]

| ユーゴスラビア代表 | 国際Aマッチ | 国際Aマッチ |
| 年                 | 出場        | 得点        |
| ------------------ | ----------- | ----------- |
| 1991               | 2           | 0           |
| 通算               | 2           | 0           |

| クロアチア代表 | 国際Aマッチ | 国際Aマッチ |
| 年             | 出場        | 得点        |
| -------------- | ----------- | ----------- |
| 1990           | 2           | 0           |
| 1991           | 1           | 0           |
| 1992           | 2           | 0           |
| 1993           | 1           | 0           |
| 1994           | 8           | 0           |
| 1995           | 6           | 0           |
| 1996           | 10          | 0           |
| 1997           | 7           | 0           |
| 1998           | 14          | 0           |
| 1999           | 7           | 0           |
| 2000           | 1           | 0           |
| 通算           | 59          | 0           |

## タイトル
NKディナモ・ザグレブ
- プルヴァHNL : 1992–93, 1995–96, 1996–97, 1997–98, 1998–99, 1999–00
- フルヴァツキ・ノゴメトニ・クプ : 1994, 1996, 1997, 1998

クロアチア代表
- FIFAワールドカップ第3位 : 1998